# 8-methyl-1-nonanol
8-methyl-1-nonanol (meestal aangeduid als isodecanol) is een organische verbinding met als brutoformule C10H22O. De stof komt voor als een kleurloze licht-viskeuze vloeistof met een kenmerkende geur, die goed oplosbaar is in water.

## Toepassingen
8-methyl-1-nonanol wordt voornamelijk gebruikt als oplosmiddel in industrie en laboratoria. Het wordt ingezet bij de productie van de weekmaker di-isodecylftalaat en bij de synthese van smeermiddelen.